# Arcola (Missouri)
Pour les articles homonymes, voir Arcola.
Arcola est un village du comté de Dade, dans le Missouri, aux États-Unis,. Situé au nord du comté, il est fondé en 1873 et incorporé en 1967. Le nom du village commémore la bataille du pont d'Arcole en Italie.

## Démographie
Lors du recensement de 2010, le village comptait une population de 55 habitants. Elle est estimée, en 2017, à 53 habitants.

## Source de la traduction
- (en) Cet article est partiellement ou en totalité issu de l’article de Wikipédia en anglais intitulé « Arcola, Missouri » (voir la liste des auteurs).